# Dark Moor
Pour l’article homonyme, voir Dark Moor (album).
Dark Moor est un groupe de power metal espagnol originaire de la région de Madrid. Le groupe, formé en 1994, produit trois albums studio avant une refonte de sa formation qui verra trois de ses membres quitter le groupe pour former Dreamaker. Les deux membres restant continuent sous le même nom, recrutant à temps des remplaçants adéquats pour leur album de 2003.

## Biographie

### Débuts etShadowland(1994–1999)
Le groupe Dark Moor est formé en 1994 à Madrid, et se nomme d'après la saga Riftwar de Raymond E. Feist. À l'origine le groupe est mené par Elisa Candelas, et formé par le guitariste Enrik Garcia. En trois ans, entre 1996 et 1999, le groupe publie trois démos incluant Tales of the Dark Moor en 1996, Dreams of Madness en 1998, et Flying en 1999. 
Finalement, le groupe signe avec le label indépendant Arise Records en 1999, et enregistre un album. Le groupe comprend à cette période, Eliza Candelas Martin au chant, les guitaristes Enrik Garcia et Albert Maroto, le bassiste Anan Kaddouri, le claviériste Roberto Peña de Camus, et le batteur Jorge Saez. Ensemble, ils publient leur premier album studio, intitulé Shadowland, durant l'été 1999. Dark Moor le jouent sur scène en première partie de la tournée de Demons and Wizards en Espagne.

### The Hall of the Olden Dreams(2000–2002)
Les membres du groupe Dark Moor commencent les sessions d'enregistrement du deuxième album, The Hall of the Olden Dreams, en août 2000 au studio New Sin avec Luigi Stefanini comme producteur. Durant ces sessions, le groupe enregistre sa version de Halloween qui était incluse dans l'album hommage au groupe Helloween, The Keepers of Jericho - a Tribute to Helloween, publié par Arise Records,. Ce deuxième album studio est suivi d'un mini-album intitulé The Fall of Melniboné, en mai 2001. Le mini-album est une édition limitée à 1 500 exemplaires destinés au marché espagnol. Il comprend la reprise de la chanson Wood Song de Helloween comme bonus exclusif.
Dark Moor commence l'enregistrement de leur troisième album, Gates of Oblivion, en automne 2001 aux studios New Sin et signe avec la major J.V.C. pour la distribution en Asie. The Gates of Oblivion fait participer le chanteur Dan Keying (Cydonia) au chant. L'album permet à Dark Moor d'étendre un peu plus sa popularité à l'international, grâce à une licence nord-américaine. Le groupe jouera 18 fois dans des festivals comme Rock Machina, Viña Rock ou encore Nit de Reis. Après la première partie de la tournée, en juin 2002, le claviériste Roberto Peña de Camus quitte le groupe, et celui-ci est obligé de finir la tournée avec un musicien extra. En parallèle, Eliza Martin participera à l'album El Fin de los Tiempos de Red Wine, et à la chanson Of Wars in Osyrhia du groupe de metal symphonique français Fairyland en 2003.

### Between Light and Darkness(2003–2005)
Dark Moor enregistre quatre nouvelles chansons acoustiques exclusives (accompagné d'un quatuor à cordes), incluses dans l'album Between Light and Darkness, qui sort en avril 2003. En raison des différences de points de vue concernant la direction musicale du prochain album, la chanteuse Elisa Martin, le guitariste Albert Maroto et le batteur Jorge Sáez décident de quitter Dark Moor pour créer un nouveau groupe. Les deux membres restant du groupe décident de partir à la recherche de nouveaux membres. Après audition, ils acceptent le chanteur Alfred Romero, le guitariste Jose Garrido, et le batteur Andy C. En août 2003, le groupe commence l'enregistrement de leur quatrième album, intitulé Dark Moor, aux studios New Sin en Italie. Après un mois de sessions, l'album est masterisé par Mika Jussila au Finnvox.

### TarotetAutomnal(2006–2009)
À l'été 2006, le groupe enregistre son sixième album, Tarot, au New Sin Studio de nouveau. Ils collaborent à cette occasion avec Luigi Stefanini (Rhapsody of Fire, Labyrinth, Vision Divine). Ils signent également avec un nouveau label, Scarlet Records, en début novembre. Le 23 novembre 2006, le groupe annonce le départ de leur batteur sur leur site officiel, à cause d'une « incompatibilité avec ses autres projets musicaux ». Son remplaçant, Roberto Cappa, faisait auparavant partie du groupe espagnol de heavy metal Anima Sola. En décembre 2006, le groupe annonce le tournage du premier single de Tarot aux côtés du producteur Dividi2. Le clip st prévu courant janvier ou février 2007.
Le sixième album sort le 21 février 2007 en Europe et en Amérique, précédé d'un vidéoclip pour le titre The Chariot. En juillet, le groupe effectue une tournée en Amérique du Sud (sa première sur ce continent) et Europe (Espagne, France). L'album reçoit de très bonnes critiques : « album du mois » de Metal Hammer (Espagne), Powerplay (Royaume-Uni), Metalreviews (États-Unis), Heavyowl (Allemagne), et Heavylaw (France). Un second clip est enregistré pour Wheel of Fortune.
En 2008, le groupe repart au New Sin Studio pour enregistrer Automnal, avec Luigi Stefanini encore une fois. Le bassiste Dani Fernández décide à la fin de l'année de quitter le groupe, c'est Mario García qui le remplace. Un vidéoclip est enregistré pour le titre On the Hills of Dreams en janvier 2009, et le septième album est publié en Europe en février 2009. Il est bien accueilli en Europe, et le groupe joue quelques concerts en Europe (Espagne, France, Russie, Portugal, République tchèque) entre mars et octobre de la même année.

### Ancestral RomanceetArs Musica(2010–2014)
En août 2010, Dark Moor retourne au New Sin Studio pour enregistrer son huitième album, Ancestral Romance. L'album sort en Europe le 24 novembre 2010. Un vidéoclip est enregistré pour la chanson Love From the Stone. En octobre 2012, le groupe annonce un retour au New Sin Studios pour l'enregistrement d'un nouvel album prévu pour 2013. Intitulé Ars Musica, l'album sortira le 18 juin. Selon le site internet du groupe, l'album poursuivra la lignée entamée par Ancestral Romance.

### Project X(depuis 2015)
En septembre 2015, le groupe dévoile son nouvel album intitulé Project X, annoncé le 6 novembre la même année au label Scarlet Records. Il est produit par Luigi Stefanini (Rhapsody of Fire, Labyrinth, Vision Divine) et Enrik Garcia. La couverture est réalisée par Gyula Havancsák, qui a déjà collaboré avec Stratovarius, Grave Digger, Destruction, et Annihilator.

## Discographie

### Albums studio
- 1999 : Shadowland
- 2000 : The Hall of the Olden Dreams
- 2002 : Gates of Oblivion
- 2003 : Dark Moor
- 2005 : Beyond The Sea
- 2007 : Tarot
- 2009 : Autumnal
- 2010 : Ancestral Romance
- 2013 : Ars Musica
- 2015 : Project-X
- 2018 : Origins

### EPs et singles
- 2001 : The Fall of Melniboné (EP)
- 2003 : From Hell (single)
- 2003 : Between Light and Darkness (EP)

## Vidéographie
- Before the Duel (2005)
- The Chariot (2007)
- Wheel of Fortune (2007)
- On the Hill of Dreams (2009)
- Love from the Stone (2010)
- The Road Again (2013)